# Хирасэ, Томоюки
Томоюки Хирасэ (яп. 平瀬 智行 Хирасэ Томоюки, род. 23 мая 1977, Кагосима) — японский футболист.

## Карьера
На протяжении своей футбольной карьеры выступал за клубы «Касима Антлерс», «Иокогама Ф. Маринос», «Виссел Кобе», «Вегалта Сэндай».

## Национальная сборная
В 2000 году сыграл за национальную сборную Японии 2 матча.

## Статистика за сборную
| Сборная Японии | Сборная Японии | Сборная Японии |
| Год            | Матчи          | Голы           |
| -------------- | -------------- | -------------- |
| 2000           | 2              | 0              |
| Итого          | 2              | 0              |

## Достижения

### Командные
- Джей-лиги: 1996, 2000, 2001
- Кубок Императора: 1997, 2000
- Кубок Джей-лиги: 1997, 2000